# Врита (Велика Малесија)
Врита (алб. Vrith) је насељено место у општини Велика Малесија у округу Скадар, Албанија. Према попису из 1989. године било је 585 становника.
Врита су једно од насеља малисорског племена Шкрељи.